# Wally Brown
Wally Brown (9 de octubre de 1904 – 13 de noviembre de 1961) fue un actor y comediante estadounidense, conocido por su duradera colaboración con Alan Carney.

## Biografía
Brown nació en Malden, Massachusetts. En sus inicios trabajó en el vodevil, y en 1942 empezó su carrera cinematográfica en Hollywood actuando en el film de RKO Pictures Petticoat Larceny. Cuando RKO decidió emular a la pareja cómica formada por Bud Abbott y Lou Costello, emparejaron a Brown con Alan Carney creando el dúo "Brown & Carney". Se iniciaron con la comedia militar Adventures of a Rookie y su secuela, Rookies in Burma. Además de sus ocho filmes juntos, rodaron otros entre los que se incluye Zombies on Broadway, con Bela Lugosi. Sus contratos terminaron en 1946, tras lo cual hicieron carreras en solitario. En las décadas de 1940 y 1950 ambos interpretaron diversos papeles en filmes de Leslie Goodwins, y en 1961 se reunieron para rodar The Absent-Minded Professor.  
Los últimos años de Brown se dedicaron a las actuaciones televisivas como artista invitado, siendo la última la que hizo en My Three Sons. También trabajó de manera regular en shows televisivos como I Married Joan, Cimarron City, y Daniel Boone. Además, participó con regularidad en el programa radiofónico The Abbott and Costello Show.
Junto a Alan Carney estaba prevista su participación en la película El mundo está loco, loco, loco, pero la misma no llegó a tener efecto pues el actor falleció en 1961 en Los Ángeles, California. Fue enterrado en el Cementerio Forest Lawn Memorial Park de Hollywood Hills.

## Filmografía
- Radio Runaround (1943)
- Mexican Spitfire's Blessed Event (1943)
- Petticoat Larceny (1943)
- The Adventures of a Rookie (1943) - Con Alan Carney
- The Seventh Victim (1943)
- Gangway for Tomorrow (1943)
- Around the World (1943)
- Rookies in Burma (1943) - Con Alan Carney
- Seven Days Ashore (1944) - Con Alan Carney
- Step Lively (1944) - Con Alan Carney
- Girl Rush (1944) - Con Alan Carney
- Zombies on Broadway (1945) - Con Alan Carney
- Radio Stars on Broadway (1945) - Con Alan Carney
- From This Day Forward (1946)
- Notorious (1946)
- Vacation in Reno (1946) - Con Alan Carney, pero no como equipo
- Genius at Work (1946) - Con Alan Carney
- Bachelor Blues (1948)
- Backstage Follies (1948)
- Family Honeymoon (1949)
- Heart Troubles (1949)
- Come to the Stable (1949)
- French Fried Frolic (1949)
- Brooklyn Buckaroos (1950)
- Put Some Money in the Pot (1950)
- Photo Phonies (1950)
- From Rogues to Riches (1951)
- Tinhorn Troubadors (1951)
- As Young as You Feel (1951)
- The High and the Mighty (1954)
- The Wild Dakotas (1956)
- Untamed Youth (1957)
- The Left Handed Gun (1958)
- Wink of an Eye (1958)
- Westbound (1959)
- Holiday for Lovers (1959)
- The Absent-Minded Professor (1961)
- My Darling Judge (1961)
- The George Raft Story (1961)